# Luiz Júnior
Luiz Lúcio Reis Júnior (Picos, Piauí, 14 de enero de 2001) es un futbolista brasileño nacionalizado portugués. Juega de portero y su equipo actual es el Villarreal Club de Fútbol de la Primera División de España.

## Trayectoria
Se formó en las divisiones juveniles del Clube Atlético Diadema en Brasil, comenzó a jugar al fútbol en 2017 con 16 años y se destacó como guardameta. En 2019 pasó al Mirassol Futebol Clube para tener más oportunidades en un club profesional. Al cumplir los 18 años viajó a Europa para incorporarse en el Futebol Clube Famalicão de Portugal.
Debutó como profesional el 21 de noviembre de 2020, fue titular en la tercera ronda de la Copa de Portugal para enfrentar a Clube Oriental de Lisboa, mantuvo el arco invicto y ganaron 0-3. En el campeonato portugués jugó por primera vez el 27 de noviembre, fue titular y perdieron 2-0 frente a Paços de Ferreira.
Compitió con sus compañeros guardametas Vaná Alves e Iván Zlobin y les ganó el puesto. Culminó su primera temporada como profesional con 25 partidos jugados, 29 goles en contra y 10 vallas invicto, finalizaron el campeonato en novena posición.
Tras 4 temporadas consolidado en Europa, el 7 de noviembre de 2023 le renovaron contrato hasta 2028.
El 20 de agosto de 2024 fue fichado por Villarreal, dejó Famalicão con 140 partidos jugados, firmó contrato hasta 2030. Debutó en su nuevo equipo el 29 de octubre, en la primera ronda de la Copa del Rey 2024-25, fue titular para enfrentar a Poblense y ganaron 1-6. En el campeonato local, tuvo minutos por primera vez el 8 de diciembre, debido a la lesión en pleno partido de Diego Conde, ingresó al minuto 73 para enfrentar a Athletic Club con el marcador 2-0 en contra y finalizó el encuentro de igual forma. En su primera temporada en el fútbol español totalizó 19 encuentros, en los cuales recibió 20 goles y mantuvo su arco invicto 6 ocasiones. Culminaron el campeonato en quinta posición y clasificaron a Champions League.

## Estadísticas
Actualizado al último partido citado el 25 de mayo de 2025.
| Club                      | Div.          | Temporada     | Liga  | Liga     | Liga    | Copas nacionales | Copas nacionales | Copas nacionales | Copas internacionales | Copas internacionales | Copas internacionales | Total | Total    | Total   |
| Club                      | Div.          | Temporada     | Part. | Goles r. | V. inv. | Part.            | Goles r.         | V. inv.          | Part.                 | Goles r.              | V. inv.               | Part. | Goles r. | V. inv. |
| ------------------------- | ------------- | ------------- | ----- | -------- | ------- | ---------------- | ---------------- | ---------------- | --------------------- | --------------------- | --------------------- | ----- | -------- | ------- |
| F. C. Famalicão Portugal  | 1.ª           | 2020-21       | 23    | 27       | 9       | 2                | 2                | 1                | —                     | —                     | —                     | 25    | 29       | 10      |
| F. C. Famalicão Portugal  | 1.ª           | 2021-22       | 31    | 46       | 8       | 6                | 4                | 3                | —                     | —                     | —                     | 37    | 50       | 11      |
| F. C. Famalicão Portugal  | 1.ª           | 2022-23       | 33    | 45       | 10      | 9                | 10               | 2                | —                     | —                     | —                     | 42    | 55       | 12      |
| F. C. Famalicão Portugal  | 1.ª           | 2023-24       | 33    | 39       | 8       | 2                | 5                | 0                | —                     | —                     | —                     | 35    | 44       | 8       |
| F. C. Famalicão Portugal  | 1.ª           | 2024-25       | 1     | 0        | 1       | -                | -                | -                | —                     | —                     | —                     | 1     | 0        | 1       |
| F. C. Famalicão Portugal  | Total club    | Total club    | 121   | 157      | 36      | 19               | 21               | 6                | 0                     | 0                     | 0                     | 140   | 178      | 42      |
| Villarreal C. F. · España | 1.ª           | 2024-25       | 17    | 18       | 6       | 2                | 2                | 0                | —                     | —                     | —                     | 19    | 20       | 6       |
| Villarreal C. F. · España | 1.ª           | 2025-26       | 0     | 0        | 0       | -                | -                | -                | -                     | -                     | -                     | 0     | 0        | 0       |
| Villarreal C. F. · España | Total club    | Total club    | 17    | 18       | 6       | 2                | 2                | 0                | 0                     | 0                     | 0                     | 19    | 20       | 6       |
| Total carrera             | Total carrera | Total carrera | 138   | 175      | 42      | 21               | 23               | 6                | 0                     | 0                     | 0                     | 159   | 198      | 48      |
| 1.                        |               |               |       |          |         |                  |                  |                  |                       |                       |                       |       |          |         |

## Palmarés

### Distinciones individuales
| Distinción                                                                   | Año  |
| ---------------------------------------------------------------------------- | ---- |
| Mejor guardameta del mes de la Primeira Liga (septiembre, octubre/noviembre) | 2023 |